# Fogga Ragga
Fogga Ragga – drugi album zespołu Cinq G wydany w 2006 roku. Album ten zawiera utwory Mieczysława Fogga nagrane w stylu reggae. 

## Lista utworów
1. "Na Uliczce Mojej"
2. "Nietoperze"
3. "Odpukaj Pan"
4. "Pieśń O Matce"
5. "Pikku Nina"
6. "Soca Andrusowska"
7. "Bo To Się Zwykle Tak Zaczyna"
8. "Tulipany"
9. "Zgubiłem Dzień"
10. "Ta Ostatnia Niedziela"